# Scott McKenzie
Scott McKenzie (tên khai sinh Philip Wallach Blondheim III; 10 tháng 1 năm 1939 – 18 tháng 8 năm 2012) là một ca sĩ và nhạc sĩ người Mỹ. Ông được biết đến nhiều nhất với bài hát thành công, "San Francisco (Be Sure to Wear Flowers in Your Hair)"  năm 1967 

## Đầu đời
Philip Wallach Blondheim III sinh ra tại Jacksonville, Florida, vào ngày 10 tháng 1 năm 1939, là con trai của Philip Wallach Blondheim, Jr. và Dorothy Winifred Hudson. Gia đình anh chuyển đến Asheville, Bắc Carolina, khi anh được sáu tháng tuổi. Anh lớn lên ở Bắc Carolina và Alexandria, Virginia, nơi anh trở thành bạn của John Phillips, con trai của một trong những người bạn của mẹ anh. Vào giữa những năm 1950, anh hát một thời gian ngắn với Tim Rose trong một nhóm học sinh trung học tên là The Singing String. Anh tốt nghiệp trung học tại Trường St Stephens dành cho nam sinh ở Alexandria, VA.

## Nghề nghiệp
Sau đó, với Phillips, Mike Boran và Bill Cleary, anh đã thành lập một ban nhạc doo wop, The Abstracts.
Tại New York, The Abstracts trở thành The Smoothies và thu âm hai đĩa đơn với Decca Records, được sản xuất bởi Milt Gabler. Trong thời gian làm việc với The Smoothies, Blondheim quyết định đổi tên vì lý do kinh doanh:
"[Chúng tôi] đang làm việc tại một trong những câu lạc bộ đêm tuyệt vời cuối cùng, Sòng bạc Elmwood ở Windsor, Ontario. Chúng tôi là một phần của một chương trình tạp kỹ  ... ba nghệ sĩ, các cô gái nhảy múa, và toàn bộ dàn diễn viên đã tham gia vào các sản phẩm sân khấu được dàn dựng công phu  ... Như bạn có thể tưởng tượng, các bữa tiệc sau buổi biểu diễn là phổ biến.

"Tại một trong những bữa tiệc này, tôi đã phàn nàn rằng không ai có thể hiểu được tên thật của tôi  ... [Và] chỉ ra rằng đây là một trách nhiệm nhất định trong một nghề nghiệp được hưởng lợi từ việc nhận biết tên ngay lập tức. Mọi người bắt đầu cố gắng đưa ra một cái tên mới cho tôi. [Diễn viên hài] Jackie Curtis nói rằng anh ấy nghĩ tôi trông giống một con chó Scottie. Phillips nghĩ ra tên đệm của Laura sau lời đề nghị của Jackie. Tôi không thích được gọi là 'Scottie' vì vậy mọi người đồng ý tên mới của tôi có thể là ' Scott McKenzie.' " 